# Trissopathes pseudotristicha
Trissopathes pseudotristicha är en korallart som beskrevs av Opresko 2003. Trissopathes pseudotristicha ingår i släktet Trissopathes och familjen Cladopathidae. Inga underarter finns listade i Catalogue of Life.